# シビリアンアストレイ
シビリアンアストレイは、アニメ『機動戦士ガンダムSEED C.E.73 STARGAZER』およびその他の『機動戦士ガンダムSEED ASTRAYシリーズ』に登場する、モビルスーツ (MS) に分類される架空の有人式人型ロボット兵器の機種であり、本項では派生機を含めてガンダムアストレイを基とした民間用（シビリアン）機の総称として用いる。

## シビリアンアストレイDSSDカスタム
『機動戦士ガンダムSEED C.E.73 STARGAZER』に登場。
D.S.S.D（深宇宙探査開発機構「Deep Space Survey and Development Organization」）保安部に配備された宇宙活動用量産型MS。
D.S.S.D.のほか、ジャンク屋組合やオーブから流出した技術者が携わり、開発が行われた。設計のベースとなったのは、オーブのプロトタイプアストレイやM1Aアストレイである。
頭部はD.S.S.Dの要求に合わせて作られた光学センサーを内蔵しており、デブリなどを考慮し、その保護のためにバイザーを備える。そのため、バイザーの下にはガンダムフェイスを持っている。また、プロトタイプアストレイなどに採用されていたV字型アンテナは、シンプルなロッドアンテナに改変された。本体部は装甲が薄いものの、走破性や運動性には優れる。
バックパック中心部に装備されているのはスターゲイザーに採用されたヴォワチュール・リュミエールの前駆型となる電磁推進システムであり、推力こそ低いものの、プラズマやガスによる周囲への汚染が少ないことから、観測用の精密機材を扱うD.S.S.D.の運用に適する。また、バックパック両側に備えられるのは推力可変型の通常スラスターであり、これらによって本機は優れた機動性を持つ。リアスカートにはスタビライザーが設置される。
ザフトや地球連合の戦闘用MSと比較して攻撃力に欠ける側面を持つが、ナチュラルが搭乗できるMSとしては最高の運動性を誇り、建設・作業・救助・自衛用の戦闘など多岐に渡って活躍する。なお、ジャンク屋組合ではライセンス生産により、シビリアンアストレイJGカスタムが製造されている。
武装
ビームガンKSM71/J
DSSDが独自開発した装備。威力よりも近接戦での連射性を重視している。
『機動戦士ガンダムSEED C.E.73 STARGAZER』では、スターゲイザーが使用した際にスローターダガーを一撃で撃破する威力を見せた。
レーザートーチ
本来は作業用の溶接装備として用いられる。トーチ先端部は伸縮式となっており、緊急時にはビームの焦点距離を延ばした戦闘用兵装として機能する。なお、その際にはDSSD機材管理センターによる認証が必要となる。
シールド
DSSDの無重力冶金施設で作られた特殊合金製のシールド。軽量であるため、装備しても機動性を損なうことはない。先端部は打突を想定し、鋭角化されている。
『機動戦士ガンダムSEED FRAME ASTRAYSスペシャルエディション』では、裏側からレーザートーチを取り出す場面がある。
劇中での活躍
トロヤステーションを襲撃したファントムペイン、ホアキン隊を迎撃すべく出撃。スローターダガー相手には善戦するものの、ヴェルデバスターやストライクノワールに多数撃破されてしまう。スターゲイザーの介入によって形勢を逆転し、PSダウンを起こして動作も停止したヴェルデバスターを複数機で全方位からビームガンで集中砲火を浴びせ、撃墜する。
また、『機動戦士ガンダムSEED FRAME ASTRAYS』では、民間軍事会社 (PMC) に所属する「ウォーサーフ」ことレオンズ・グレイブスの愛機として登場している。なお、レオンズ機はディンのMMI-M1001 90mm対空散弾銃を装備している。

### ロウの改造シビリアンアストレイ
『機動戦士ガンダムSEED DESTINY ASTRAY R』では、ロウ・ギュールによって改造されたシビリアンアストレイが登場している。これはDSSDへと売り込む為に、後述のターンデルタの各種テスト用に簡易改造していた機体を転用したもので外観も従来型とは異なる。頭部を後述のレオンズ専用頭部の同等品をベースに右片側のみのアンテナへとデザイン変更し、ツインアイを削除する代わりに中央スリットセンサーをメインカメラとする高精度センサーに改造した専用頭部に換装している。またロウが開発した電磁推進システムを改装したパワー受信装置と、M1やストライクが使っているシールドをベースとして、盾下面に十字ラインのアルミューレ・リュミエールのビームシールド発生機とトリモチランチャーを追加した専用シールドを保持。。さらにM1の71式ビームライフルを追加搭載している。エネルギーを外部から受信することで、ビームシールドを無制限に使用可能という狙いである。後にダブルブイによって当機はパクられ、戦闘用に特化したシビリアンアストレイが開発され、裏ルートで販売された。

### レオンズ専用シビリアンアストレイDSSDカスタム
『機動戦士ガンダムSEED FRAME ASTRAYS』に登場。PMC所属のレオンズ・グレイブスが搭乗するシビリアンアストレイで、背面にマイクロウェーブ受信装置が設置されている。これによって理論上は無限にビームが使用可能だが、シビリアンアストレイ専用のビームガンでは連続使用に銃身が保たない欠点がある。

#### アームズアストレイPMCカスタム
『機動戦士ガンダムSEED FRAME ASTRAYS』に登場。
レオンズ･グレイブスが自身のシビリアンアストレイDSSDカスタムを、独自にチューンナップさせた機体。レオンズの高い狙撃能力を最大限に発揮するべく、頭部は高精度センサー内蔵の専用タイプに換装されている。また、ビームガンには連射型から遠距離用の攻撃を切り替え可能なように、改造が施された。背部には電磁推進システムを利用したパワー受信システムの改良型があり、これによって支援機からパワー供給を受けることができる。

## シビリアンアストレイJGカスタム
『機動戦士ガンダムSEED C.E.73 Δ ASTRAY』に登場。ジャンク屋組合が独自に開発した汎用量産型MS。型式番号や機体名称からも判断できるよう、前大戦時に地球連合の接収を逃れた一部のモルゲンレーテ技術者とジャンク屋組合の手により、UT-1D シビリアンアストレイDSSDカスタムの設計データを基礎として開発された。
宇宙用仕様に特化したベース機に対して、本機は汎用性・生産性・低コストを重視している。同組合は過去にも同じく独自開発したMWF-JG71 レイスタを送り出しているが、構成部材の多くがM1アストレイやその他ジャンクパーツである同機と異なり、このJGカスタムは新規に製造された純正部品によって構成されている。
本機は当初から顧客に合わせたカスタマイズを想定した設計がなされており、オーナーによって仕様違いが存在する。レイスタにおいてツインアイタイプの頭部が好評だったことを受け、同仕様を標準化。この頭部は高価であるため、ジャンク屋組合における頭部の基本仕様はチンガードとカメラアイを保護するバイザーをセットしたものとなるが、それらを取り外すユーザーが増えたことから、後にバイザーは非装備が標準化されている。なお、ジャンク屋組合の販売記念開始セールで発売された機体には無料で頭部左右取り付け用のライトが配布されており、利便性も高いことから装備率は高い。
カラーリングは白をベースにフレームには民生機を示すオレンジ色が標準となっているが、多くが塗り替えられる傾向にあるという。また、バックパックには換装機構を導入。背部に設置された多目的プラグはP0シリーズとの互換性があり、ほぼ同等のオプションパーツが装備できる。場合によってはP0シリーズと同じ外観に組み上げることも可能だが、そのためには全体の34%のパーツを交換する必要がある。しかしながら、P0シリーズ型と同じ外観に改修された機体は、生産された機体の4%にもおよぶ。
製造されたJGカスタムは組合内で運用される機体の他にも、レイスタ同様個人、団体へのセールス、レンタルも行われており、ユーザーの依頼に応じたカスタマイズなども受け付けられている。なお、ジャンク屋組合としては軍事目的の使用は禁止しているが、紛争地域ではその違反が後を絶たない。使用する組織や目的により、無数のバリエーションが存在する。
改造キット
シビリアンアストレイやレイスタをプロトタイプと同じ形状にするカスタマイズキットは『DESTINY ASTRAY R』の時期にはジャンク屋組合からも販売されており、カレトヴルッフはもとよりタクティカルアームズやマガノイクタチのコピーまで販売されている（ただし、機能まで模しているわけではなく、またこれらの機体に搭乗していることで人違いで攻撃されたとしても、基本的には自己責任としている）。なお、色の違うだけのグリーンフレームは「グリーンフレーム用塗装キット（迷彩型紙付き）」が発売されているのみ。

### シビリアンアストレイ0カスタム+I.W.S.P.
『機動戦士ガンダムSEED FRAME ASTRAYS』に登場。
シビリアンアストレイJGカスタムをノーマル状態のブルーフレーム同様の外装に改造し、両肩部・脚部にM68 パルデュス3連装短距離誘導弾発射筒、左右2基ずつ計4基、腰部にグレネード計4四発を装備。
さらに両肩上に可動式アーム保持で、ストライクと共用のアストレイ用ABC盾・ガトリング砲・さらに2機のベクタードスラスターを合体させた機構を、左右1機ずつ計2機を装備。おまけに手持ち武装として、右手側に腰部に増設したバッテリー直結の専用ビームライフル、左手側にガトリング砲を2門に増設したコンバインドシールドを装備。さらにここに東アジアにおいてルカス・オドネルから譲り受けたとされるI.W.S.P.を装備した機体。第四軍に参加していた。
初登場時の誌上では、絶大な火力から「第二のフル・ウェポン」と呼称されていた。元々は『電撃ホビーマガジン』誌上にて発表された「ASTRAYS アジア圏模型コンテスト」の総合優勝作品が基になっており、漫画版『FRAME ASTRAYS』に登場した際に設定が新規に製作されている。

### マーズジャケット
『機動戦士ガンダムSEED C.E.73 Δ ASTRAY』に登場。
マーズジャケットは、元々レッドフレームに装備されていたレッドフレームMJ専用追加装備をJGカスタムに移植した機体。この移植の際、素体となったJGには改造が加えられ、レッドフレームと同等の仕様となっている。
マーズジャケットの最大の特徴は、特殊装備であるジャケットの存在によってタイプの違う2形態のMSになるという点にある。ジャケット装備時には、ザフトのニューミレニアムシリーズに酷似した外見になり、重量が大きく増すという代償があるものの防御力が大きくに向上し、大気圏突入による摩擦熱にも耐えられることから、かなりの耐熱機能や冷却機能に優れている。また、火星の重力下での運用を前提としているため、各部のスラスターの大型化・高出力化が図られている。一方、ジャケットを解除した形態では防御力が低下する代わりに機動力が大きく向上し、対MS戦においても大きく有利となる。
製作を行ったのはロウ・ギュールであり、完成後はマーシャンであるディアゴ・ローウェルが搭乗し、後にマーシャンの戦艦であるアキダリアの戦力として、加えられることになる。

### アストレイ バイオレンスガイスト
『機動戦士ガンダムSEED DESTINY ASTRAY R』に登場。「ロウ・ギュール」の名を騙るMSファンの男が、シビリアンアストレイをベースに、ジャンク屋から販売されているP0シリーズの改造キットやカレトヴルッフなどで改造を施した民間機。「レッドフレームを操るロウの偽者」ということから「ニセレッド」と呼ばれるが、実際のカラーリングは紫のフレームに黒い装甲で、各部の赤いライトの反射によって赤く見せているだけである。
装備は近接戦闘に特化しており、格闘兵装を最大限に活かす形態「ブラックドラゴンモード」に変形する機構を持つ。しかし、この変形ギミックを仕込んだことで機体バランスが悪くなっており、長時間の変形は不可能となっている。
劇中での活躍
搭乗者はこの機体でロウの名を騙り、傍若無人な振る舞いをしていた。これは、ロウへの恨みなどによるものではなく、「ロウ・ギュール。自由を愛する者、だから自由にやる」という無茶苦茶な理屈である。『ガンダムウェポンズ 機動戦士ガンダムSEED DESTINY ASTRAY R カレトヴルッフ編』の加筆によると、実際の理由は妻に男らしいところをアピールするためだった。
南アメリカで開かれた『民間モビルスーツ大博覧会』のイベント『紅の祭』において暴れまわっているところ、本物のロウと遭遇する。自分が本物のロウにならんとパワードレッドを駆るロウと対決するも、弱点である機体バランスの悪さを突かれ、敗北する。ロウに諭されたことに加え、妻に叱られたことで搭乗者は改心して真っ当なMSファンとなり、機体名も「アストレイガイスト」に改められた。
武装
ドラグアームズ
右腕の、龍頭のような形のナックル。
ガイストブリンカー
タクティカルアームズ（レプリカ）にカレトヴルッフをベースにした大剣。
ガイストブレード
右肩に2本マウントされた、短剣型の装備。
ガイストクロー
踵に装備されたクロー。
備考
本機のデザインは、モデラーの林哲平によるもので、制作したモデルそのものが公式設定となっている。林がつけた「ソウルネーム」は「ガンダムアストレイガイストフレームブラックドラゴン」。ブラックドラゴンモードへの変形ギミックは『トランスフォーマー ビーストウォーズ』のビーストメガトロンのものを参考にしている。

### アストレイ ブレイズレッド
『機動戦士ガンダムSEED DESTINY ASTRAY R』に登場。シビリアンアストレイに、ジャンク屋組合が売り出した公式の改造パーツや、自作の改造フルスクラッチ部品を取り付け、レッドフレームにブルーフレームセカンドLの頭部に似た頭部（ただし、頬当てが追加されており、顎部のチンガードはない）と、自作のフルスクラッチレプリカのタクティカルアームズを装着した機体。搭乗者のジゼルは左利きなので、ガーベラストレート（レプリカ）は右腰側に差している。
ホビージャパン誌2004年10月号および「ガンダムSEEDモデルVOL.4紅の炎編」に掲載された同名の作例（もしロウ・ギュール製作の専用頭部とタクティカルアームズが本来想定されていたレッドフレームに搭載されたら、というIF設定）が元ネタとなっている。

## ターンデルタ
『機動戦士ガンダムSEED C.E.73 Δ ASTRAY』に登場。
デルタアストレイのパイロットであるアグニスの姉、セトナ・ウィンタースが搭乗して現れたMS。
本機は、火星より帰還したロウ・ギュールがジャンク屋組合製のシビリアンアストレイJGカスタムをベースに、連合やザフト、現地のマーシャンたちから得た技術を組み込んで製作した機体である。型式番号は「メイン・マーズ・フィギュア、ジャンク屋ギルドC.E.73年式、ロウ・ギュール製作」を意味する。型式番号のFにはアストレイ系MS全般の型式番号で用いられる「フィギュア」のほかに、仕事（ワーク MWFのW）や戦闘（バトル MBFのB）でもない自由な運用 (Free) の2つの意味が与えられている。
また、ジャンク屋という「組織」に所属しながら基本的にフリーランスであるロウの立場もあり、組織や開発系統を越えた様々な技術が彼の趣味ですべて投入されている。機体アウトラインはシビリアンの面影を残してはいるものの、オリジナルから置換されたカスタムパーツの使用率は全体の72%にもおよび、事実上の別機体として生まれ変わっている。その性能はデルタにほぼ拮抗し、運動性能など一部ではむしろ上回るとされる。
『機動戦士ガンダムSEED VS ASTRAY』では、「ライブラリアン」のレーゲンデュエルと交戦して大破し、VLはレッドフレーム改に移植された。
武装・装備
ビームライフル
ロウが調達したパーツを用いて製作された専用ビームライフル。
固定式ビームサーベル
両腕に内蔵された発生器から形成されるビームサーベル。
ヴォワチュール・リュミエール
バックパックに装備する。リングの形状はその名の通り∇、ターンデルタの名の由来でもある。展開式のアームによって可動し、ビームサーベルやアルミューレ・リュミエール（光波防御シールド）を内蔵する。
ただし、本機の主動力は核駆動方式のデルタと異なり従来のバッテリー駆動方式であるため、そのままでは実用レベルでのVLの運用ができなかった。そこでロウは大破したデルタの核エンジンを利用することを提案し、最初はデルタアストレイから核エンジンを取り外して換装しようとしたが、デルタアストレイに核爆発の危険があったため（デルタアストレイ自体は一応修理されているが、戦闘は不可能である）、代わりにVLの空間構造に干渉を利用し、エネルギーをターンデルタの背部リングに受信させる方式を採用した。これにより、擬似的に核動力機と同等の出力を得ることに成功し、VLのフル稼動が可能となった。
リュミエールシールド
背部リングを展開することにより、任意の方向に防御用ビームシールドを形成する。
この時、ユニットに内蔵された光波防御シールドをVLが包み込んで姿勢を制御するため、機体飛行バランスが崩れることは無い。本機において初めて実装された機能である。